# Уоян
Уоян (рос. Уоян) — селище Північно-Байкальського району, Бурятії Росії. Входить до складу Сільського поселення Уоянського евенкійського.
Населення —  300 осіб (2015 рік). 